# Karl Rapp
Karl Friedrich Rapp (Ehingen, 24 settembre 1882 – Locarno, 26 maggio 1962) è stato un imprenditore e ingegnere tedesco, fondatore e proprietario dell'azienda tedesca Rapp Motorenwerke GmbH di Monaco, che dopo la fusione nel 1916 con la Gustav Otto Flugmaschinenfabrikun di Gustav Otto, divenne poi la BMW AG. È considerato un  fondatore indiretto della BMW.

## Biografia
Studiò ingegneria meccanica e lavorò presso la casa automobilistica Züst tra il 1908 e il 1911 e presso la Daimler-Benz fino al 1912.
Fondò l'industria aeronautica "Rapp Motorenwerke GmbH" a Monaco di Baviera il 15 febbraio 1912 per fabbricare e commercializzare biplani e monoplani e per la produzione e la vendita di motori di tutti i tipi, in particolare modo i motori a combustione interna per aeromobili e veicoli a motore.
All'inizio della prima guerra mondiale, la società era una delle principali società bavaresi impiegate nello sforzo bellico. Nel 1916, Rapp vendette la sua società a Gustav Otto, che la fuse con la sua sotto il nome di "Bayerische Flugzeugwerke AG" (BFW), che in seguito divenne "Bayerische Motorenwerke GmbH" (BMW). Nello stesso anno si dimise dalla società, molto probabilmente a causa di problemi di salute. Il 4 ottobre 1917, Franz Josef Popp gli succedette come CEO dell'azienda. Dopo aver venduto e lasciato la società, Rapp divenne ingegnere capo dell'azienda industriale "LA Riedlinger Machine Factory" a Los Angeles fino all'ottobre 1923.
Nel 1934 si trasferì in Svizzera, dove co-fondò un piccolo osservatorio solare che poi divenne lo Specola Solare Ticinese. Morì nel 1962 a Locarno.